# Forcipomyia lunata
Forcipomyia lunata är en tvåvingeart som beskrevs av Debenham 1987. Forcipomyia lunata ingår i släktet Forcipomyia och familjen svidknott. Inga underarter finns listade i Catalogue of Life.